# Mauricio Abularach
Mauricio Gómez Abularach (San Luis Potosí, San Luis Potosí; 29 de marzo de 1988) es un actor mexicano.

## Carrera
Mauricio nació en San Luis Potosí. Estudió Administración de Empresas en la UNID e inició su carrera de actuación ingresando al CEA de Televisa en 2011. En octubre del 2012, inició su carrera con la novela Qué bonito amor. En noviembre de 2013, participó en la telenovela Quiero amarte de Carlos Moreno. En marzo de 2014, actuó en la telenovela El color de la pasión producida por Roberto Gómez Fernández, donde apareció junto a Esmeralda Pimentel y Erick Elias con su personaje Sergio Mondragón, el cual le dio la oportunidad para demostrar su talento como actor. En mayo de 2015, actuó en la telenovela La vecina de Lucero Suárez con el personaje de Bruno Verde, al lado de Juan Diego Covarrubias y nuevamente con Esmeralda Pimentel. En 2018 obtiene su primer papel antagónico en la telenovela Y mañana será otro día, producción de Carlos Moreno.

## Filmografía

### Televisión
| Año       | Título                    | Personaje         | Notas                                       |
| --------- | ------------------------- | ----------------- | ------------------------------------------- |
| 2012-2018 | La rosa de Guadalupe      | Varios personajes | 7 episodios                                 |
| 2012-2013 | Qué bonito amor           | Junior            | 65 episodios                                |
| 2013-2014 | Quiero amarte             | Hugo Cárdenas     | 152 episodios                               |
| 2014      | El color de la pasión     | Sergio Mondragón  | 82 episodios                                |
| 2014-2022 | Como dice el dicho        | Varios personajes | 15 episodios                                |
| 2015-2016 | La vecina                 | Bruno Verde       | 169 episodios                               |
| 2016      | Sin rastro de ti          | Marco Enríquez    | 25 episodios                                |
| 2017      | Mi marido tiene familia   | Benjamín Ríos     | 35 episodios                                |
| 2018      | Y mañana será otro día    | Mauricio Romero   | 75 episodios                                |
| 2019      | Por amar sin ley          | Samuel Villela    | 10 episodios                                |
| 2020      | Te doy la vida            | Jimmy Saravia     | 82 episodios                                |
| 2020-2022 | Esta historia me suena    | Jonathan / Elio   | Episodio: "Bazar" y Episodio "Pienso en ti" |
| 2021      | Te acuerdas de mí         | Gabriel Abadía    | 76 episodios                                |
| 2021      | Luis Miguel: la serie     | Eduardo Mestre    | 5 episodios                                 |
| 2021-2022 | S.O.S me estoy enamorando | Manolo Morillo    | 45 episodios                                |
| 2022-2023 | Mi secreto                | Fermín Bermúdez   | 58 episodios                                |
| 2024      | Mi amor sin tiempo        | Mario             |                                             |
| 2025      | Regalo de amor            | Lauro             |                                             |

### Teatro
- Extraños de un tren (2016)